# Issac Honey
Issac Honey, (sinh ngày 6 tháng 6 năm 1993 ở Kumasi) is a Ghanaian footballer, hiện tại thi đấu ở Thai League 1 cho Port.

## Sự nghiệp
Honey đến Thái Lan vào mùa xuân năm 2012 và ký hợp đồng với BEC Tero Sasana, which mượned him for mùa giải 2013 to League rival Samut Songkhram F.C.. Anh thi đấu mùa giải 2013 với Samut Songkhram và trở lại BEC Tero Sasana F.C.,, đội cho anh đến Air Force AVIA F.C. theo dạng cho mượn đến hết mùa giải 2014.